# New Jacks EP
 (avril 2020).
Si vous disposez d'ouvrages ou d'articles de référence ou si vous connaissez des sites web de qualité traitant du thème abordé ici, merci de compléter l'article en donnant les références utiles à sa vérifiabilité et en les liant à la section « Notes et références ».
New Jacks EP est un EP du rappeur Eminem et du DJ Butter Fingers. Il contient deux faces de trois pistes. Il n’a jamais été commercialisé mais refait surface 27 ans plus tard en 2014. Il est connu pour avoir lancé la carrière d’Eminem et contient un featuring avec le rappeur Irv-Ski sur la première piste.

## Liste des titres
Les six titres en question sont :
| A1. | Irv-Ski vs. New Jacks (Featuring Irv-Ski) | DJ Butter Fingers, Irv Ski | 1:28 |
| A2. | Eat It                                    | Eminem(MC Double M)        | 3:10 |
| A3. | Blown Away                                | Eminem(MC Double M)        | 4:05 |
| B1. | Take 87 & A Half                          | Eminem(MC Double M)        | 3:26 |
| B2. | Teachin You A Lesson                      | Eminem(MC Double M)        | 1:29 |
| B3. | Hard Motherfucker                         | Eminem(MC Double M)        | 1:51 |